# Liberatus (tribun)
Pour les articles homonymes, voir Liberatus.
Liberatus est un officier byzantin du vie siècle, actif pendant le règne de l'empereur Justinien (527-565). Il est originaire d'Afrique, fils d'un certain Caecilius. Selon le chroniqueur byzantin Corippe, il aurait combattu contre le roi vandale Gélimer lors de l'expédition impériale envoyée sous Bélisaire en 533/534. À la fin de 544/début de 545, alors qu'il se trouve à Hadrumète sous l'autorité du duc de Byzacène Himerius, il reçoit l'ordre de mener les troupes locales à la rencontre de l'officier Jean. La rencontre a cependant été un piège orchestré par le chef berbère Antalas et le rebelle byzantin Stotzas.
Himerius est fait prisonnier par les rebelles, tandis que Liberatus réussit à s'enfuir avec une partie des troupes vers la forteresse de Cebar, où ils se sont défendus de l'attaque ennemie. Liberatus commande les troupes convaincues par Stotzas de déserter et plus tard, lui et Marturius, après avoir persuadé certaines des troupes de retourner à l'alliance avec l'empereur. Selon Corippe, Liberatus s'est échappé la nuit avec les autres et s'est rendu chez son épouse et chez lui. Les auteurs de Prosopography of the Later Roman Empire suggèrent qu'il était déjà un tribun, une position par laquelle il est connu dans les années suivantes. 
En hiver 546/547, Liberatus sert avec Ulitas sous Marcentius dans une campagne réussie contre Antalas. Au cours de l'été 548, Jean Troglita l'envoie avec une petite force de cavalerie pour espionner les forces berbères près de Iunce. Sur son chemin, il entre dans Iunce et étudie la disposition de l'ennemi avant de retourner chez ses alliés. En outre, il fait prisonnier un chef berbère pour obtenir des informations sur leurs plans, intercepte une escouade de cavalerie berbère, vainquant et prenant son chef Varinnus et trois autres chefs berbères, qui sont emmenés à Troglita pour y être interrogés.